# Vai pra Cuba
Vai pra Cuba é uma expressão empregada no Brasil por pessoas de orientação política à direita quando discutem com alguém que, em sua avaliação, defende alguma questão entendida como "de esquerda". Tal expressão é usada habitualmente em sentido pejorativo, muito embora isso pareça não ocorrer em outros países de língua portuguesa, como Angola. Num contexto de polarização ideológica que tomava conta do país à época das eleições presidenciais de 2022, a frase foi considerada como um símbolo da fúria da direita contra a esquerda brasileira, constituindo-se numa espécie de refrão que indicaria que a pessoa não estaria disposta a saber de nada que possa se aproximar de um pretenso regime ditatorial de esquerda.
| “                                                                              | Uma das coisas que os brasileiros e as brasileiras de esquerda mais têm ouvido nos últimos anos – desde que Jair Bolsonaro assumiu a presidência – é a afirmação: "Vai pra Cuba!" Ela jamais seria feita em Angola, não com o mesmo tom de escárnio. A psicogeopolítica brasileira grampeia uma carga fortemente negativa a Cuba. | ” |
| — Filipe Cahungo, licenciado em filosofia pela Universidade Católica de Angola | |   |

## Usos
Em 2014 o grupo de pesquisa opinião pública da UFMG lançou um livro intitulado #vaipracuba – a gênese das redes de direita no Facebook.

## Leituras adicionais
- SANTOS JR, Marcelo Alves dos. Vai Pra Cuba!!! A rede antipetista na eleição de 2014. 2016. Tese de Doutorado. Dissertação em Ciência Política, Universidade Federal Fluminense, Niterói, RJ, Brazil.